# بطولة أوروبا للدراجات 2022
بطولة أوروبا للدراجات 2022 (بالألمانية: UEC-Straßen-Europameisterschaften 2022)‏ هو سباق دراجات هوائية من فئة  بطولة أوروبية، وهو الموسم الثامن والعشرين من بطولة أوروبا للدراجات.
.

## النتيجة
| 7 يوليو  | سباق الزمن للشابات - بطولة أوروبا للدراجات                 | CC ‏ | Justyna Czapla ‏     | Églantine Rayer ‏   | Febe Jooris ‏         |
| 7 يوليو  | سباق الزمن لأقل من 23 سنة للرجال - بطولة أوروبا للدراجات   | CC ‏ | Mathieu Kockelmann ‏ | Jens Verbrugghe ‏   | Emil Herzog ‏         |
| 7 يوليو  | سباق الزمن للرجال - بطولة أوروبا للدراجات                  | CC ‏ | Alec Segaert ‏       | Fran Miholjević ‏   | Eddy Le Huitouze ‏    |
| 7 يوليو  | سباق الزمن لأقل من 23 سنة للسيدات - بطولة أوروبا للدراجات  | CC ‏ | شيرين فان أنروي     | Vittoria Guazzini ‏ | Marie Le Net ‏        |
| 9 يوليو  | سباق الطريق للشابات - بطولة أوروبا للدراجات                | CC ‏ | Églantine Rayer ‏    | Eleonora Ciabocco ‏ | Federica Venturelli ‏ |
| 9 يوليو  | سباق الطريق للشبان - بطولة أوروبا للدراجات                 | CC ‏ | Jan Christen ‏       | Jørgen Nordhagen ‏  | Léo Bisiaux ‏         |
| 10 يوليو | سباق الطريق لأقل من 23 سنة للسيدات - بطولة أوروبا للدراجات | CC ‏ | شيرين فان أنروي     | Vittoria Guazzini ‏ | Fem van Empel ‏       |
| 10 يوليو | سباق الطريق لأقل من 23 سنة للرجال - بطولة أوروبا للدراجات  | CC ‏ | فيليكس إنغلهارت     | Mathias Vacek ‏     | Davide De Pretto ‏    |
| 14 أغسطس | سباق الطريق لنخبة الرجال - بطولة أوروبا للدراجات           | CC ‏ | فابيو جاكوبسن       | ارنو ديمار         | تيم ميرلير           |
| 17 أغسطس | سباق الزمن لنخبة الرجال - بطولة أوروبا للدراجات            | CC ‏ | Stefan Bissegger ‏   | ستيفان كونغ        | فيليبو غانا          |
| 17 أغسطس | سباق الزمن لنخبة السيدات - بطولة أوروبا للدراجات           | CC ‏ | مارلين رويسر        | Ellen van Dijk     | ريجان ماركوس         |
| 21 أغسطس | سباق الطريق لنخبة السيدات - بطولة أوروبا للدراجات          | CC ‏ | لورينا ويبيس        | إليسا بالسامو      | Rachele Barbieri ‏    |

## وصلات خارجية
- الموقع الرسمي